# Rebufo
Se entiende por rebufo al fenómeno producido por la realimentación de corrientes de aire que se concentran entre un elemento fijo o pasivo y uno activo o en acción.

## Armas
En armas de fuego, se conoce como rebufo a la expansión del aire y gases alrededor de la boca del cañón al salir el disparo.

## Competición deportiva

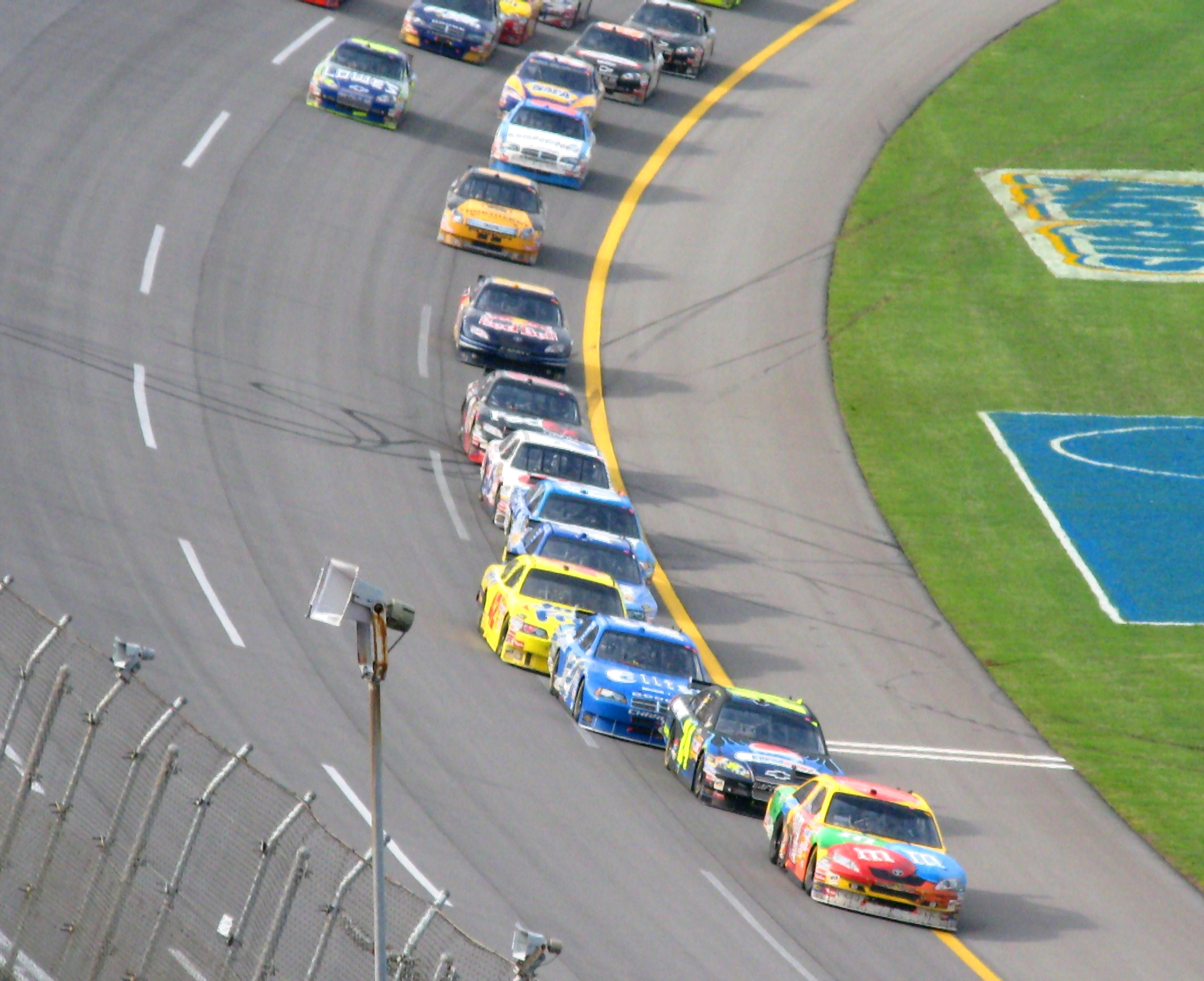
Una fila de autos en el circuito Talladega Superspeedway utilizando el rebufo del líder Kyle Busch.

El rebufo es una técnica de adelantamiento de un vehículo. Es utilizada por los pilotos de carreras, muy vista en ciclismo y automovilismo.

Ciclistas utilizan el rebufo en la llamada rotonda belga.

Se genera cuando uno o varios pilotos con sus vehículos se ponen detrás de otros y consiguen entrar en un túnel de succión aerodinámico que genera el que tiene delante, consiguiendo así una mayor velocidad punta y ahorro de energía al final de recta gracias a la poca resistencia que el aire genera en dicho túnel. Así con menor potencia consiguen la misma velocidad que el vehículo que les antecede y les queda potencia para acelerar cuando salen de la estela del vehículo y así poder adelantarlo antes de la frenada o tras llegar a una curva o una chicane.
El 3 de octubre de 1995, el ciclista holandés Fred Rompelberg alcanzó una velocidad de 268,831 km/h en las llanuras de Bonneville, en el Gran Desierto Salado de Utah (EE. UU.), con su moto especial, detrás de un coche de carreras Dragster con un enorme parabrisas.